# Daytime Divas
Daytime Divas es una serie de televisión estadounidense de comedia dramática desarrollada por Josh Berman para VH1. La serie está basada en el libro Satan's Sisters de Star Jones y está protagonizada por Vanessa Williams, Tichina Arnold, Chloe Bridges, Camille Guaty y Fiona Gubelmann. La serie se estrenó el 5 de junio de 2017.

## Sinopsis
Maxine Robinson es la creadora y presentadora del famoso show The Luch Hour, copresentada también por Mo, Kibby, Nina y Heather. Delante de las cámaras todo parece ser perfecto, pero una vez que se apaga el piloto,  las chicas viven en un mundo de luchas de poder y egos. Entretanto, Maddie, la presentadora anterior, quiere regresar al espectáculo y Cecile, una escritora de superventas, quiere volver como copresentadora. Esta situación empeora cuando Anna, la exayudante de Maxine, regresa como la redactora jefe de una famosa revista para desenmascarar a todas las personas del espectáculo.

## Personajes

### Principales
- Vanessa Williams como Maxine Robinson, la creador y presentadora principal del programa de televisión diurno The Lunch Hour. Ella es una de las personalidades más grandes en la televisión estadounidense y madre de Shawn.[6]
- Chloe Bridges como Kibby Ainsley, una ex estrella infantil y adicta en recuperación que es una de las coanfitrionas.[7]
- Camille Guaty como Nina Sandoval, periodista ganadora del Pulitzer de investigación y uno de los coanfitriones.[7]
- Fiona Gubelmann como Heather Flynn-Kellogg, una conservadora franca y una de los coanfitrionas[7]
- McKinley Freeman como Shawn Robinson, el productor de The Lunch Hour e hijo de Maxine.[7]

### Recurrentes
- Tichina Arnold (acreditada como "estrella invitada especial") como Mo Evans, una comediante excéntrica y una de los coanfitrionas del programa.[7]
- Norm Lewis como William Tomas, el portero de la cooperativa de Maxine, que conoce algunos de sus más oscuros secretos.[8]
- Tammy Blanchard como Sheree Ainsley, la madre intrigante de Kibby.[9]
- Niko Pepaj como Leon, un ambicioso jefe de asistente de producción.[10]
- Sarah Mack como Ramona Davies, una asistente de producción.
- Rich McDonald como Brad Kellogg, el marido de Heather y un piloto de carreras.
- Adam J. Harrington como Jason Abel, un presidente de la cadena.
- Kristen Johnston como Anna Crouse, ex asistente de Maxine y actual redactora en jefe de una gran revista, que quiere exponer la verdad sobre los bastidores de The Lunch Hour.[11]
- Ness Bautista como Andrew Weller, el marido de Nina y un político en crecimiento.[9]
- Scott Evans como Julian, un entrenador sobrio de celebridades que ayuda a Kibby mantener su vida por buen camino.[8]

### Invitados
- Tamera Mowry como ella misma.[9]
- Kelly Osbourne como ella misma.[11]
- Tasha Smith como Portia Camden, un popular gurú de la forma de vida y el consejero de las señoras que se trae encendido al huésped de la huésped.[8]
- Debby Ryan como Maddie Finn, rival de Kibby y ex coestrella de Lacey from Outter Spacey, que quiere arruinar la vida de Kibby.[8]
- La La Anthony como Isabel Carlisle, un experto en gestión de crisis contratado por Maxine para ayudar a manejar una situación entre bastidores.[8]
- Joy Behar como ella misma.[9]
- Sunny Hostin como ella misma.[9]
- Jedediah Bila como ella misma.[9]
- Sara Haines como ella misma.[9]
- Eve como Cecile James, un autor de libros de éxito sobre las mujeres alfa que huéspedes invitados, y que inicialmente quiere convertirse en un coanfitrión permanente.[8]
- Richard T. Jones como Ben Branson, un magnate inmobiliario carismático que se establece en una cita a ciegas con Maxine.[9]
- Patti LaBelle como Gloria Tomas, la madre de William, que también tiene secretos.[11]
- Janet Mock como ella misma, que se convierte en una anfitrión invitada en el espectáculo.[8]
- Jillian Rose Reed como Kali T, una youtuber milenial como invitada especial.[12]
- Rob Estes como Vance Gordon, un actor y ex coestrella de Lacey from Outter Spacey.[11]
- Star Jones como ella misma.[9]
- Ashley Graham como ella misma, que es una anfitriona invitada en el show.

## Producción
El 18 de febrero de 2016, VH1 anunció una adaptación televisiva de libro Satan's Sisters, escrito por Star Jones, para la primavera de 2017. La serie está basada en lo que ocurre detrás de las cámaras del show estadounidense The View. Vanessa Williams fue anunciada como la protagonista principal el 1 de marzo de 2016. El show está escrito por Amy y Wendy Engelberg y dirigido por J. Miller Tobin. y la serie fue retitulado Daytime Divas. Tichina Arnold, Chloe Bridges, Camille Guaty y Fiona Gubelmann fueron anunciadas como protagonistas de la serie el 22 de agosto. Las grabaciones empezaron en agosto del mismo año.